# Brunniaanse verbinding

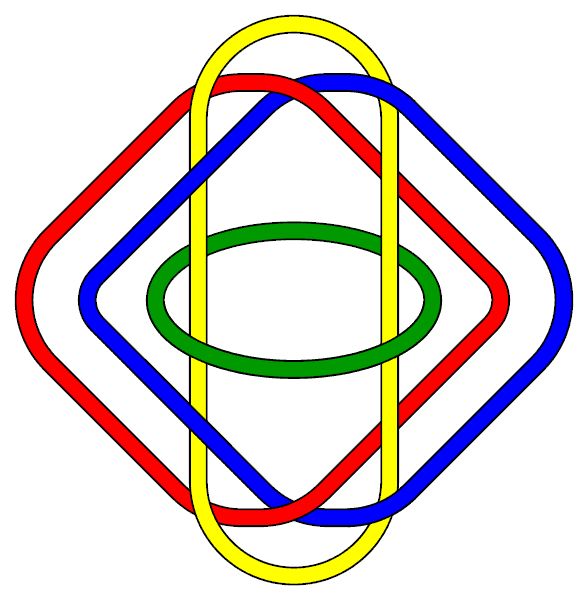
Brunniaanse knoop van vier delen

In de knopentheorie is de Brunniaanse verbinding of Brunniaanse knoop een niet-triviale schakel, die een verzameling van triviale, losgekoppelde cirkels wordt als een component wordt verwijderd. De verbinding is naar Hermann Brunn genoemd, die er in 1892 een artikel over schreef. Het best bekende voorbeeld zijn de Borromeïsche ringen.

## Voorbeelden
De Borromeïsche ringen, een schakel van drie knopen, zijn het bekendste en meest eenvoudige voorbeeld van een Brunniaanse verbindng. Maar voor elk getal drie of hoger zijn er oneindig veel schakels met de Brunniaanse eigenschap die dat aantal lussen bevatten.

## Voorbeelden in producten
Veel ontwarringspuzzels en sommige mechanische puzzels zijn varianten van Brunniaanse verbindingen, waarbij het doel is om een enkel stuk dat slechts gedeeltelijk verbonden is met de rest te bevrijden en zo de structuur te ontmantelen.
Brunniaanse verbindingen worden ook gebruikt om draagbare en decoratieve voorwerpen te maken van elastiek met behulp van speelgoed zoals Rainbow Loom of Wonder Loom.